# الليل والقنديل (مسرحية)
مسرحية الليل والقنديل مسرحية غنائية لبنانية من كلمات وألحان الأخوين رحباني. عُرضت عام 1963 على مسرح كازينو لبنان، وفي مهرجان دمشق الدولي دمشق. من بطولة فيروز ونصري شمس الدين.

## قصة المسرحية
منتورة (فيروز) صبية قروية، مهمتها حراسة خيمة تباع فيها قناديل يصنعها أهالي الضيعة، ويبيعونها إلى الضيع المجاورة، وهذا هو مصدر رزقهم الوحيد.
كانت منتورة موضع ثقة، فقد كانت تضع (الغلّة) في كيس أبيض يعلّق في زاوية الخيمة حتى نهاية الموسم، حيث يقسم المال بين أهالي الضيعة ضمن
احتفال غناء ورقص. كونها يافعة وموثوق بها، أصرت على أن تضع الكيس في مكان بادٍ للعيان، بدل أن تخبئه كما اقترح عليها نصري (نصري شمس الدين) حارس الضيعة.
وفي الجانب الآخر من الضيعة، كان هناك هولو (جوزيف عازار) لص وصاحب مشاكل، كان يتحيّن الفرصة المناسبة ليغير على الضيعة، هو ورفيقه خاطر (وليم حسواني).
أهالي الضيعة قرروا أن يتم تعليق قنديل كبير على مفارق الطرق، ليضيئها في الليل. في أثناء محاولة للإمساك بهولو، فرّ هذا الأخير ليصل إلى خيمة منتورة، وطلب منها أن تخبئه من مطارديه. بدون أن تعرف هويته الحقيقة، آوت منتورة هولو، وكان ممتنّاً لصنيعها.
بعد أن غادرها هولو، عرفت منتورة من كان، وسمعت قصته من نجمة (هدى). كانت لديبة قصة حب مع هولو، ديبة امرأة شرسة وحاقدة، وهولو لم يبادلها الحب. لكي تنتقم منه، اتهمته بمحاولة خطفها ليلاً. تبرّأ منه أهالي الضيعة، وتحوّل هو إلى حياة الوحشية والإجرام، بصحبة رفيقه خاطر.
قام خاطر وهولو بزيارة منتورة كلّ على حدة، وحاولا إقناعها بالتخلي عن فكرة تعليق القنديل الكبير على مفارق الطرق، لأن العتمة هي أساس عملهما.
أخبرتهما أن هذا ليس قرارها وحدها، وأن الغرض من القنديل هو إرشاد المسافرين إلى الضيعة. كما أخبرت هولو أنها لم تندم على إيوائه عندها،
وأنها تتمنى عليه أن يعود إلى جادة الصواب. خاطر وهولو هددا بتحطيم القنديل الكبير، لكن هولو كان متأثراً باهتمامها، وغيّر رأيه بشأن تحطيم القنديل.
أما خاطر فقد أقنع هولو بسرقة كيس الغلة من خيمة منتورة، بدلاً من كسر القنديل.
جاءت ليلة الاحتفال بتوزيع الغلة، وكان على منتورة أن تذهب لترتدي فستان الاحتفال. عندما عادت إلى الخيمة، اكتشفت أن الكيس مسروق، سرقه هولو. صعق أهالي الضيعة، وسألوا منتورة كيف لهم أن يعيلوا عائلاتهم وأطفالهم، وقد ضاعت ثمرة جهدهم طوال عام كامل.
قررت متنورة التي غمرها الخجل والشعور بالذنب، أن تشد الرحيل، وتغادر الضيعة التي تربت فيها، أطفأت قنديل خيمتها، واستعدت للرحيل.
عندما رأى هولو ضوء الخيمة مطفأ، أدرك الألم والأسى الذي سببه منتورة، فما كان منه إلا أن أعاد المال للأهالي، ثم حمل القنديل الكبير، ومضى به.
نظر الأهالي، ليجدوا أن القنديل الكبير مضاءً، كاشفاً المفارق، فاستمروا محتفلين بسعادة غامرة.
تنتهي المسرحية بعد أن يظهر خاطر ليقول للأهالي أن هولو رحل إلى مكان مجهول، ولينقل رسالة منه إلى منتورة، يناشدها فيها أن تبقى في الضيعة،
وأن تستمر بالغناء لأولئك الذين يعبرون الضيعة، وأن تضيء الليالي في رحيلهم.

## الشخصيات
- منتورة / فيروز
- نصري الحارس/ نصري شمس الدين
- ديبي/ هدى
- هاولو/ جوزيف عازار
- خاطر/ وليم حسواني
- عاطف/ جوزيف ناصيف
- فارس/ مروان محفوض
- كلمات والحان: الأخوين رحباني
- إخراج مسرحي: صبري الشريف

## اغاني المسرحية
- وضوي يا هالقنديل
- نحنا من السهل
- عنا قناديل
- نحنا ضيعتنا
- عتم يا ليل
- جبالي
- يا منتورة
- وردة الحلوة زعلانه
- يا ام الأساور
- حوارات
- فايق عليي
- بالأول ما عرفته
- ما عرفتيني
- شو بتقولولهن
- زعلتك شي
- يا عمّ نصري
- لوين ياهولو
- يا أنت بتكسرو
- وين إنتو
- يا أهالي الضيعة
- هولو هولو
- طاير بالشوق
- هيدا خاطر
- وضوّي يا هالقنديل
- عالطاحونة (تم محوها من تسجيل المسرحية)